# 马场街道
马场街道，是中华人民共和国天津市河西区下辖的一个乡镇级行政单位。地处河西区西南部、卫津河边、天塔湖畔、市级行政中心和友谊路金融服务带，东至友谊路，南邻宾水道，西以卫津河与南开区为邻，北靠津河与和平区接壤，辖区面积4.1平方千米。2011年末，马场街道辖区总人口54949人。

## 行政区划
马场街道下辖以下地区：
三合里社区、四化里社区、新闻里社区、文静里社区、先进里社区、德才里社区、金山里社区、气象里社区、君禧华庭社区和卫星雅苑社区。